# Miguel Almirón
Artikeln följer den spanska namnseden; faderns efternamn är Almirón och moderns efternamn Rejala.
Miguel Ángel Almirón Rejala, född 10 februari 1994 i Asunción, är en paraguayansk fotbollsspelare som spelar för Atlanta United. Han representerar även Paraguays landslag.

## Klubbkarriär
Almirón skrev på för argentinska Lanús i augusti 2015.
Den 5 december 2016 värvades Almirón av Atlanta United.
Den 31 januari 2019 värvades Almirón av Newcastle United, där han skrev på ett kontrakt till sommaren 2024. Den 24 februari 2023 förlängdes kontraktet till sommaren 2026.
Den 30 januari 2025 återvände Almirón till Atlanta United, där han skrev på ett treårskontrakt.